# ハートウォールアリーナ
ヘルシンキハリは、フィンランド・ヘルシンキにある同国最大の屋内競技場。
1997年のアイスホッケー世界選手権開催のために建設された。設計者はハリー・ハルキモ。収容人数はアイスホッケーで1万3665人、コンサートで1万0000人、円形劇場としても最高5000人まで収容できる。また、1421台の駐車場も完備されている。

## 過去に開催された主なイベント
- アイスホッケー世界選手権
- 世界フィギュアスケート選手権
- アイスホッケー・ワールドカップ
- サンダーインドアカート
- NHL開幕戦
- モンスター・ジャム
- ユーロビジョン・ソング・コンテスト2007

ほか